# Oxya grandis
Oxya grandis är en insektsart som beskrevs av Willemse, C. 1925. Oxya grandis ingår i släktet Oxya och familjen gräshoppor.

## Underarter
Arten delas in i följande underarter:
- O. g. grandis
- O. g. ninpoensis